# Enes Mahmutovic
Enes Mahmutovic (* 22. Mai 1997 in Peć, BR Jugoslawien) ist ein luxemburgischer Fußballspieler, der bei NAC Breda in der Eredivisie unter Vertrag steht.

## Karriere

### Vereine
Mahmutovic entstammt der Jugend des CS Fola Esch und kam in den Spielzeiten 2014/15 und 2015/16 zu seinen ersten Kurzeinsätzen bei den Senioren. Ab dem Sommer 2016 war er Stammspieler und fester Bestandteil der Mannschaft in der BGL Ligue. Im Januar 2017 absolvierte er ein dreitägiges Probetraining bei der U23 des englischen Vereins Aston Villa, welches aber ohne Erfolg blieb. Im Mai 2017 wurde sein Wechsel in die U23 des FC Middlesbrough nach England bekannt gegeben. Für die Saison 2018/19 war ein Leihgeschäft mit dem Viertligisten Yeovil Town vereinbart worden, doch nach einem enttäuschenden halben Jahr mit nur vier Ligaeinsätzen musste er in der Winterpause zurück nach Middlesbrough. Hier kam er in der Premier League 2 auf neun Einsätze in der Rückrunde. Im Sommer 2019 wurde er ein weiteres Mal auf Leihbasis abgegeben; er bestritt 15 Punktspiele für den niederländischen Zweitligisten MVV Maastricht. Ein Jahr später erfolgte der Wechsel zum ukrainischen Erstligisten FK Lwiw. Von dort gelangte er im März 2022 wegen des Russischen Überfalls auf die Ukraine zum bulgarischen Erstligisten ZSKA Sofia. Dort war er bis zum Sommer 2024 aktiv, absolvierte 38 Ligaspiele und ging dann weiter zu NAC Breda in die niederländische Eredivisie.

### Nationalmannschaft
Nach zwei Einsätzen bei der luxemburgischen U-21-Nationalmannschaft im Oktober 2016, debütierte Mahmutovic am 13. November 2016 in der Landeshauptstadt für die A-Nationalmannschaft, die das vierte Spiel der WM-Qualifikation gegen die Niederlande mit 1:3 verlor.

## Erfolge
- Luxemburgischer Meister 2015